# Брынцев, Иван Михайлович
Иван Михайлович Брынцев (1921—1986) — советский учёный, конструктор космической техники, лауреат Ленинской премии (1976).
С 1959 года работал в созданном в Харькове ОКБ-692 (с 1967 НПО «Электроприбор»).
С середины 1960-х годов и до своей смерти руководил конструкторским комплексом (отделение № 6), на котором за это время созданы конструкции многих сотен приборов самого различного назначения, в том числе и сложнейших приборов вычислительной техники.
Лауреат Ленинской премии 1976 года — за участие в создании унифицированной системы управления ракетных комплексов Р-36М и УР-100Н.
Родился 7 октября 1921 года в селе Глазуновка Балаклейского района Харьковской области. (Украина)
Умер 10 октября 1986 года в Харькове.